# Mouterre-sur-Blourde
Mouterre-sur-Blourde é uma comuna francesa na região administrativa da Nova Aquitânia, no departamento de Vienne. Estende-se por uma área de 20,18 km². Em 2010 a comuna tinha 168 habitantes (densidade: 8,3 hab./km²).